# Anna Lans
Anna Lans är en svensk dramafilm från 1943, baserad på romanerna Fru Andersson har ordet och Ett års påföljd av Annika Björklund samt Anna Lans av George Martens. I titelrollen ses Viveca Lindfors.

## Handling
En kvinnlig soldat berättar om sitt liv vid ett möte hos Frälsningsarmén: Anna Lans är en ung vacker flicka född i en fattig torparfamilj. När fadern vill gifta bort henne med en av traktens bönder reser hon till systern i Stockholm. Där får hon tjänst hos en friherrinna och hennes son Harry. Anna förälskar sig i Harry och de två lever lyxliv tills friherrinnan kör henne på porten.

## Om filmen
Filmen spelades in i maj och juni 1943 i AB Centrumateljéerna i Stockholm samt på Gröna Lund, i Vanadislunden, i Stefanskyrkan med flera platser i Stockholm. Den hade premiär den 20 augusti 1943 på biograf Royal i Stockholm och är tillåten från 15 år.
Filmen har visats i Sveriges Television vid ett flertal tillfällen, bland annat 1982, 2002, 2020, 2022 och september 2023.

## Rollista
- Viveca Lindfors – Anna Lans
- Arnold Sjöstrand – Olle Olsson
- Gudrun Brost – Magda
- Åke Grönberg – Axel
- Lisskulla Jobs – Birgit Lans, Annas syster
- Nils Lundell – tidningsförsäljare Grönkvist
- Rune Carlsten – grosshandlare Bertil Agne
- Harriet Bosse – friherrinnan Löwenfeldt
- Hjördis Petterson – konsulinnan Herlén
- Hugo Björne – major Hellström i Frälsningsarmén
- Georg Funkquist – Gösta Nyström
- Hans Strååt – löjtnant Helge Kjellgren i Frälsningsarmén
- Artur Rolén – P.R. Karlman
- Stig Olin – Arne
- Kolbjörn Knudsen  – poliskommissarie
- Toivo Pawlo – Einar
- Jullan Kindahl – skvallertant
- Tekla Sjöblom – skvallertant och föreståndare för ölkafé
- Emmy Albiin – Annas och Birgits mor
- Helge Karlsson – Annas och Birgits far
- Greta Liming – Maj
- Birger Åsander – Per Persson
- Harry Ahlin – Nisse Boman
- Nils Ericson – pianist

### Ej krediterade
- Curt Masreliez – Harry Löwenfeldt
- Charley Paterson
- Arne Lindblad
- Lillie Wästfeldt
- Ingrid Sandahl
- Jullan Jonsson
- Sven-Eric Gamble
- Hartwig Fock
- Gunnel Wadner
- Manetta Ryberg
- Uno Larsson
- Gösta Hillberg
- Rolf Botvid
- Helga Hallén
- Birgitta Glantz
- Yngwe Nyquist
- Helge Andersson
- Gunnar Almqvist
- Olga Appellöf
- Ulla Norgren
- Rut Cronström
- Ida Otterström
- John Sandling
- Agnes Clementsson
- Harald Emanuelsson
- Millan Olsson
- Hans Björnbo
- Sven Melin
- Otto Adelby

### Bortklippt i den slutliga filmen
- Margareta Fahlén

## Musik i filmen
- Min längtans melodi, kompositör Jules Sylvain, text Sven-Olof Sandberg, sång Sven-Olof Sandberg
- Ein Sommernachtstraum. Hochzeitmarsch (En midsommarnattsdröm. Bröllopsmarsch), kompositör Felix Mendelssohn-Bartholdy, instrumental
- Bröllopet på Ulfåsa. Bröllopsmarsch, kompositör August Söderman, instrumental
- Shall We Gather at the River (O, hur saligt att få vandra/Få vi mötas vid den floden), kompositör och text Robert Lowry, svensk text O hur saligt Joël Blomqvist och Per Ollén, svensk text Få vi mötas vid den floden Jonas Stadling, sång Nils Ericson
- Un petit baiser, kompositör Jean Larento, instrumental